# Sala hipòstila des Galliner de Madona

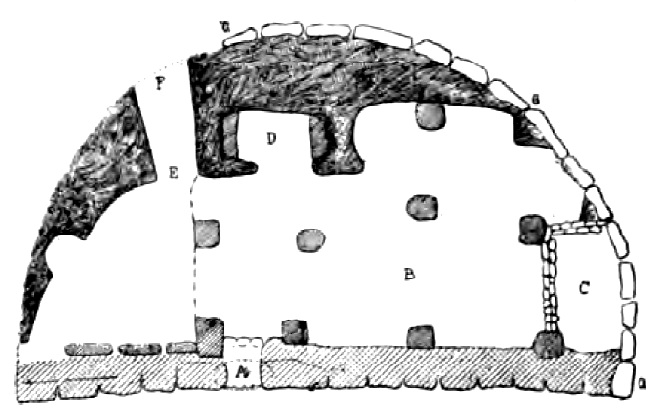
Plànol

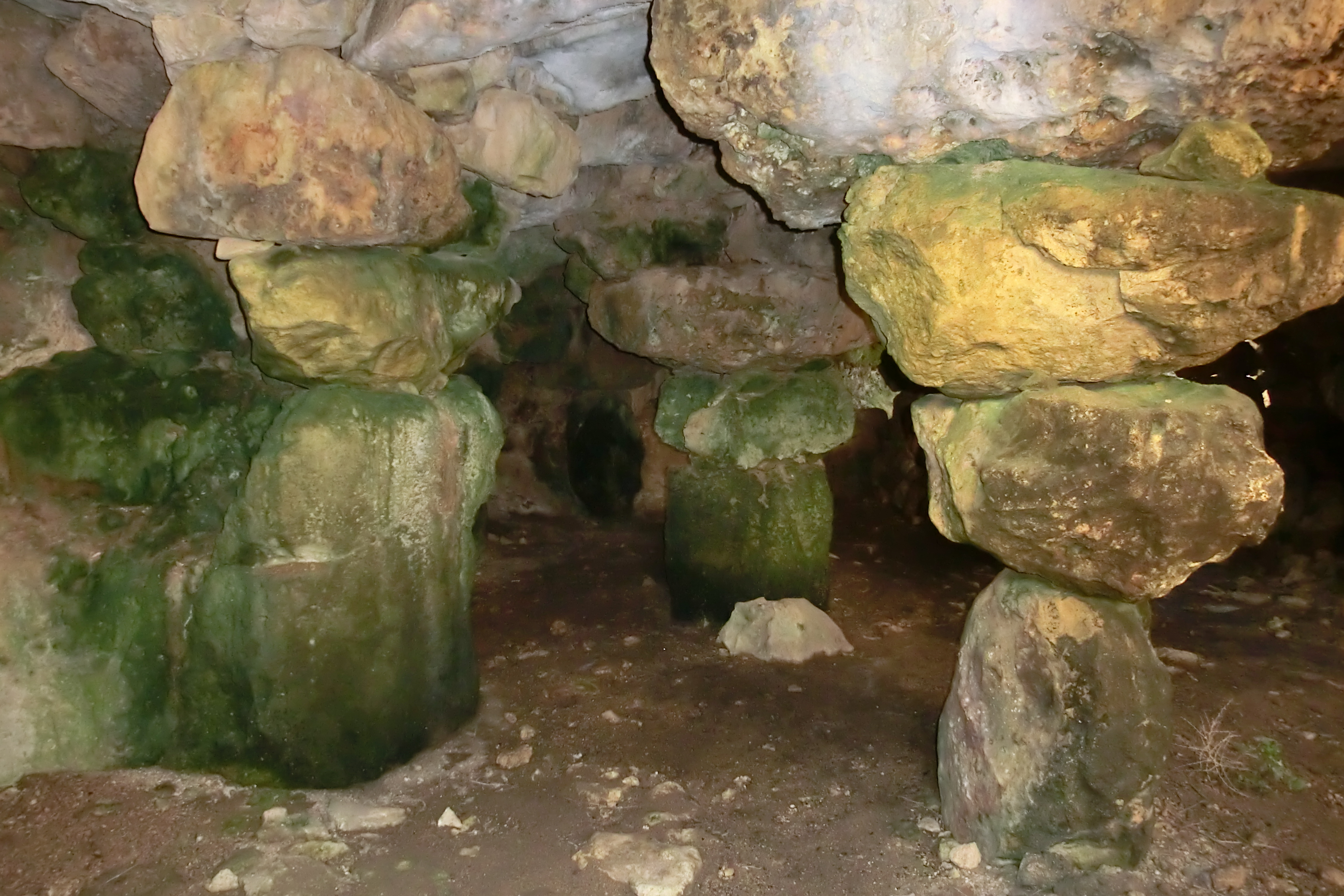
Interior amb columnes polilítiques

La sala hipòstila des Galliner de Madona és una construcció prehistòrica menorquina, corresponent al període talaiòtic i dreçada amb tècnica ciclòpia.
Presenta una planta semicircular i façana recta que es recolza a la roca per una banda.Té la façana orientada cap al nord-oest, en la qual es conserva la porta d'accés original a l'edifici, amb una llinda monolítica, avui en dia clausurada. L'accés a l'interior de l'edifici és actualment a través d'una zona oberta al sud-est, on es documenta un antic esfondrament de l'estructura.
A l'interior s'observen cinc columnes i nou pilastres de tipus mediterrani. Aquestes columnes estan construïdes amb grans pedres superposades. Presenten una base estreta, però la seva amplada creix a mesura que la columna puja cap al sostre. La part superior és molt ampla per poder-hi recolzar bé les enormes lloses de pedra que formen el sostre, mentre que la base és estreta per tenir el màxim d'espai útil dins l'edifici.
El mur exterior és de parament molt regular. Per sobre d'aquesta construcció s'observen les restes d'un altre edifici o potser d'un segon pis de la mateixa estructura.
La construcció té una llargada de 16,40 metres i una amplada de 9,25 metres.
Mai no s'hi han realitzat excavacions arqueològiques, de forma que no se'n coneix la funció ni la cronologia. S'ha reutilitzat al llarg dels segles com a estable o galliner: d'aquí prové el seu nom actual. Francesc Camps Mercadal, el 1897, ja va deixar escrit que els pagesos havien habilitat un nou accés aprofitant un enderroc de la coberta.
L'accés a aquest monument es troba actualment restringit, ja que una afluència massiva de visitants en podria fer perillar l'estabilitat. Per visitar-lo es recomana contactar primer amb el Servei de Patrimoni del Consell Insular de Menorca. S'hi accedeix des d'Es Migjorn Gran, pel camí de Malagarba-Binigaus Nou, que surt del costat del cementiri.
És un dels 32 jaciments prehistòrics menorquins que es presenten a la candidatura de la Menorca Talaiòtica com a patrimoni de la humanitat a la UNESCO.